# Trigonopterus ewok
Trigonopterus ewok – gatunek chrząszcza z rodziny ryjkowcowatych i podrodziny krytoryjków.

## Taksonomia
Gatunek ten opisany został po raz pierwszy w 2021 roku przez Radena P. Narakusumo i Alexandra Riedela na łamach „ZooKeys”. Jako miejsce typowe wskazano górę Dako w kabupatenie Tolitoli w indonezyjskiej prowincji Celebes Środkowy. Epitet gatunkowy pochodzi od fikcyjnych Ewoków.

## Morfologia
Chrząszcz o ciele długości od 1,9 do 2,2 mm, wysklepionym, w zarysie prawie jajowatym z przewężeniem między przedpleczem a pokrywami, ubarwionym rdzawo z czarnym tułowiem. Ryjek samca zaopatrzony jest w listewkę środkową i parę listewek przyśrodkowych. Epistom u samca ma w tyle poprzeczną listewkę, u samicy brak takowej. Powierzchnia przedplecza jest gęsto, grubo, miejscami zlewająco się punktowana. Pokrywy mają głębokie rzędy z punktami oraz żeberkowate międzyrzędy. Wszystkie odnóża mają uda zaopatrzone w karbowane listewki przednio-brzuszne i ostre ząbki. Tylna para odnóży ma na udach niewyraźną i lekko ząbkowaną krawędź tylno-grzbietową oraz przedwierzchołkową łatkę strydulacyjną. Golenie cechują się ząbkowanymi i przednasadowo kanciasto zagiętymi krawędziami tylno-grzbietowymi. Genitalia samca mają prącie o bokach prawie równoległych oraz szczycie prawie ściętym i gęsto obrośniętym szczecinkami, biczykowaty aparat przenoszący oraz przewód wytryskowy z niewyraźnym bulbusem.

## Ekologia i występowanie
Ryjkowiec ten zasiedla górskie lasy. Spotykany jest na rzędnych od 1900 do 2000 m n.p.m. Bytuje w ściółce.
Owad orientalny, endemiczny dla Celebesu, znany tylko z lokalizacji typowej w prowincji Celebes Środkowy.